# هرنانی اینفانده
هرنانی اینفانده (انگلیسی: Hernâni Infande؛ زادهٔ ۳ آوریل ۲۰۰۱) بازیکن فوتبال است.

## دوران حرفه‌ای
در ۲۰ سپتامبر ۲۰۲۰، اینفانده اولین بازی بزرگسالان خود را در دسته سوم فوتبال پرتغال برای براگا B انجام داد و در پیروزی ۳ بر صفر مقابل براگانسا گلزنی کرد. سال بعد، او اولین بازی حرفه‌ای خود را برای تیم اصلی انجام داد و به عنوان یار تعویضی در شکست مقابل رم در لیگ اروپا وارد زمین شد.